# Gaëtan Poncelin de Raucourt
Gaëtan Poncelin de Raucourt, né le 8 février 1960 à Cholet, est un général de corps d'armée français, conseiller du Gouvernement pour la défense depuis le 1er août 2018. Il était auparavant secrétaire général de la garde nationale, secrétaire général du Conseil supérieur de la réserve militaire, délégué interarmées aux réserves et directeur de projet territoire national.

## Biographie
Fils de Xavier Poncelin de Raucourt, il est issu d'une famille subsistante de la noblesse française admise à l'ANF en 1953.
Diplômé de l’École spéciale militaire de Saint-Cyr de la promotion Grande Armée (1983) et de l'école d'application du Génie (1984), Gaëtan Poncelin de Raucourt sert d'abord comme lieutenant chef de garde à la brigade de sapeurs-pompiers de Paris. Il est promu ensuite capitaine, commandant de compagnie, puis officier traitant au bureau opérations de la BSPP jusqu'en 1994. En 1995, il obtient un DEA de sociologie des organisations à l'Institut d'études politiques de Paris et est affecté comme consultant au centre de relations humaines de l’état-major de l’armée de Terre composé d’une petite équipe de sociologues et de spécialistes en organisation. Ce centre est chargé de fournir au commandement l’éclairage nécessaire à la conduite des politiques d’activités et plus particulièrement de la politique des ressources humaines. De 1994 à 1996, il est stagiaire de l’Enseignement militaire supérieur scientifique et technique puis est breveté de l'École supérieure de guerre en 1997. Il est stagiaire de la 5e promotion du Collège interarmées de Défense en 1998.
En 1995, il est affecté comme consultant au Centre de relations Humaines de l’Etat- major de l’Armée de Terre composé d’une petite équipe de sociologues et de spécialistes en organisation. Ce centre est chargé de fournir au commandement l’éclairage nécessaire à la conduite des politiques d’activités et plus particulièrement de la politique des ressources humaines. Entre 2006 et 2012, il est affecté au bureau réglementation – organisation de l’état-major des armées. Dans ce cadre, il est directement impliqué, au niveau ministériel, à la conduite du changement dans les armées. Il prend le commandement de la Brigade de sapeurs-pompiers de Paris en août 2013. En janvier 2015, il est directement engagé avec sa brigade, au côté des forces de sécurité intérieure, pour porter secours aux victimes des attentats de Paris.
À l’été 2015, il est chargé de mission auprès du chef d’état-major de l’armée de terre pour prendre la direction de l’échelon de préfiguration du commandement Terre pour le territoire national. Dans ce cadre, il contribue aux réflexions sur l’engagement des armées sur le territoire national ainsi qu’aux travaux sur la rénovation et la dynamisation des réserves de l’armée de terre. Le 21 mars 2016 il est mandaté par le ministre de la Défense pour proposer et mettre en œuvre, en liaison avec les armées, directions et services du ministère, les leviers permettant d’atteindre l’objectif de 40 000 réservistes opérationnels inscrit dans la loi de programmation militaire. À ce titre, il est nommé le 10 mai 2016 directeur de projet « Réserves 2019 » du ministère de la Défense. Le 1er juin 2016, il est nommé  commandant Terre pour le territoire national, puis secrétaire général du Conseil supérieur de la réserve militaire le 1er août 2016. Il est nommé secrétaire général de la garde nationale le 20 octobre 2016 et délégué interarmées aux réserves. Il est nommé conseiller du Gouvernement pour la défense et est élevé aux rang et appellation de général de corps d’armée, à compter du 1er août 2018.